# Syndroom van Cotard
Het syndroom van Cotard of cotardwaan is een zeldzame psychische aandoening, waarbij iemand de waan heeft dat hij dood is, niet bestaat of dat zijn organen of bloed ontbreken. De aandoening treedt op als gevolg van een neurologische aandoening, hersenletsel of als onderdeel van een breder psychisch ziektebeeld (veelal psychosen) en gaat vaak gepaard met depressies en depersonalisatie.
De aandoening is genoemd naar de Franse neuroloog Jules Cotard (1840 - 1889), die de aandoening als eerste beschreef. Hij noemde het verschijnsel tijdens een college in 1880 le délire de négation (ontkenningsdelier). In het college besprak Cotard het geval van Mademoiselle X, die het bestaan van God en de duivel ontkende en beweerde dat verschillende van haar lichaamsdelen ontbraken en dat ze geen eten nodig had. Later gaf ze te kennen zich eeuwig gedoemd te voelen en geen natuurlijke dood meer kon sterven. Twee jaar na het college publiceerde Cotard zijn bevindingen in Du délire des négations.
In een artikel uit 1996 (The Capgras and Cotard delusions) beschreven A.W. Young, K.M. Leafhead en T.K. Szulecka een recenter geval van het syndroom van Cotard, dat optrad bij een patiënt die bij een motorongeluk een hersenbeschadiging had opgelopen. Hij leed aan depersonalisatie en derealisatie en had de overtuiging dat hij dood was. Een eropvolgend verblijf in de warmte van Zuid-Afrika deed hem vermoeden dat hij in de hel was. Hij kreeg het idee dat hij via zijn moeders geest de hel verkende terwijl hij zelf lag te slapen in Schotland.
Het Journal of Forensic Science beschreef het geval van een 46-jarige labiele man die zich op grond van zijn godsdienst zo zondig voelde dat hij geen recht van leven meer meende te hebben. Later beschouwde hij zich ook als dood en weigerde verder voedsel tot zich te nemen.

## Het syndroom van Cotard in populaire fictie
In de Amerikaanse serie Scrubs (S4/E14: My Lucky Charm, 2005) speelt Michael Bunin de patient Jerry die lijdt aan het syndroom van Cotard. 
In de Britse psychologische politieserie Luther wordt het syndroom van Cotard genoemd, namelijk in de tweede aflevering van de vierde reeks (2015). Ook in de serie Hannibal (2014) in aflevering 10 van seizoen 1 komt een zaak voor waar een persoon lijdt aan het syndroom van Cotard.
In de postmoderne dramafilm Synecdoche, New York (2008) speelt Philip Seymour Hoffman het hoofdpersonage, gebaseerd op het gelijknamige ziektebeeld, Caden Cotard.
In het boek Dood de Engel (2016) van Sandrone Dazieri heeft Giltiné, de belangrijkste antagonist, het syndroom van Cotard.
In de ziekenhuisserie New Amsterdam wordt het syndroom vastgesteld bij een van de patiënten in aflevering 3 van seizoen 1.
In de ziekenhuisserie House seizoen 8 episode 20, komt het syndroom ter sprake als mogelijke stoornis van de behandelde patiënt.
In de thriller de Schaduwman van schrijfster Helen Fields lijdt de dader aan het syndroom van Cotard.